# Gelidium amansii
Gelidium amansii ist eine perennierende Rotalgen-Art, die in flachem Wasser wächst und in Ostasien weit verbreitet ist. Das Basionym ist Fucus amansii J.V.Lamour (1805).

## Aussehen
Gelidium amansii ist von purpurroter bis gelblichroter Farbe, knorpelig und wächst in aufrechten Büscheln von 8 bis 30 Zentimetern Höhe, in denen sich aufrechte und kriechende Stängel unterscheiden lassen. Die aufrechten Stängel sind flach mit vier bis fünf gegen- oder wechselständigen Fiederblättern bei einem Durchmesser von 0,1 bis 0,2 Zentimetern, am Rand dünner. Die kriechenden Stängel sind fadenförmige Rhizoide. Die Zellwände von Gelidium amansii sind reich an Alginsäure.

## Verbreitung und Kultivierung
Die Verbreitung von Gelidium amansii erstreckt sich über Korea, Japan mit den Ryūkyū-Inseln, Chinas Festland (Shandong-Halbinsel, Zhejiang und Xiamen), die Philippinen, Malaysia, Indonesien, Singapur, Sri Lanka und Mauritius sowie im Indischen Ozean bis Indien und Madagaskar. In Taiwan wächst es an der Nord- und Nordostküste von der Niedrigwasserlinie bis zu Riffen in drei bis zehn Metern Tiefe, üblicherweise an der küstenabgewandten Seite in schneller fließendem, transparenterem Wasser, und ist das ganze Jahr über sichtbar. Im Nordosten Taiwans wird Gelidium amansii auch kultiviert. Die Sporenkultivierung war in Japan erfolgreich, wobei es zwei Jahre lang dauert, bis aus den Sporen erntereife Algen geworden sind.

## Nutzung
Als Lebensmittel wird Gelidium amansii vorrangig in Japan, Indonesien, China, Borneo und Sulawesi genutzt. In Ostasien wird Gelidium amansii unter anderem in Salaten verzehrt. Außerdem lässt sich aus Gelidium amansii Agar gewinnen. Dazu wird die getrocknete Alge im Verhältnis 2 zu 1 mit Wasser versetzt und zwei Stunden lang gekocht, gefiltert, abgekühlt, mit Ultraschall behandelt und gefriergetrocknet, sodass man beispielsweise aus 100 Gramm getrocknetem Gelidium amansii knapp 5 Gramm Agar-Pulver erhält. Der Agar-Gehalt variiert je nach Jahreszeit, Lage und Umgebung; für japanisches Gelidium amansii wird er mit 25 bis 30 % des Trockengewichtes angegeben. Durch Kochen, Filtrieren, Abkühlen und Süßen wird aus dem Agar-Produkt eine im Sommer beliebte taiwanische Nachspeise.
Sowohl in der traditionellen als auch in der modernen japanischen Küche wird ein Extrakt aus der tengusa genannten Alge verwendet, der große Mengen des starken Geliermittels kanten (Agar) enthält. Aus mit kanten versetzter Azuki-Bohnenpaste wird ein festes Gelee namens Yōkan hergestellt, das wie eine Süßigkeit gegessen, mit Matcha versetzt und als Dessert verzehrt oder als Füllung in Torten und Konfekten verwendet wird.
Studien zeigten, dass Gelidium amansii ernährungsbedingter Adipositas vorbeugt; die Zusatzzufuhr von Gelidium-amansii-Extrakt könnte zur Behandlung von Stoffwechselstörungen beitragen.
Außerdem kann aus dieser Algenart Zellstoff für die Papierherstellung gewonnen werden.